# Echinolittorina hawaiiensis
Echinolittorina hawaiiensis is een slakkensoort uit de familie van de Littorinidae. De wetenschappelijke naam van de soort is voor het eerst geldig gepubliceerd in 1981 door Rosewater & Kadolsky.